# Fandora (Niamey)
Fandora ist ein Weiler im Arrondissement Niamey IV der Stadt Niamey in Niger.

## Geographie
Der Weiler liegt im ländlichen Gemeindegebiet von Niamey an einem Trockental. Westlich von Fandora befinden sich die urbanen Stadtviertel Niamey 2000 und Sary Koubou. Zu den umliegenden ländlichen Siedlungen zählen der Weiler Fandoga im Nordosten, das Dorf Saga Gorou II im Osten und das Dorf Deykouarey im Südosten.

## Bevölkerung
Bei der Volkszählung 2012 hatte Fandora 321 Einwohner, die in 38 Haushalten lebten. Bei der Volkszählung 2001 betrug die Einwohnerzahl 202 in 31 Haushalten.